# Hans Cohn (Schachspieler)
Hans Cohn Silber (* 15. Dezember 1897 in Breslau; † 5. November 1964 in Guatemala-Stadt) war ein deutscher Schachstudienkomponist, Sportjournalist und Schachspieler.

## Schachkomposition
Cohn veröffentlichte mehr als 90 Schachstudien. Er bevorzugte partienahe Endspiele. Auch einige Schachaufgaben von ihm sind bekannt.
|   | a | b | c | d | e | f | g | h |   |
| 8 |   |   |   |   |   |   |   |   | 8 |
| 7 |   |   |   |   |   |   |   |   | 7 |
| 6 |   |   |   |   |   |   |   |   | 6 |
| 5 |   |   |   |   |   |   |   |   | 5 |
| 4 |   |   |   |   |   |   |   |   | 4 |
| 3 |   |   |   |   |   |   |   |   | 3 |
| 2 |   |   |   |   |   |   |   |   | 2 |
| 1 |   |   |   |   |   |   |   |   | 1 |
|   | a | b | c | d | e | f | g | h |   |

Weiß zieht und gewinnt

Lösung:

1. Lxf6! exf6

2. b6 f5

3. b7+ Kb8

4. Kb6 f4

5. Kxa6 f3

6. Kb6 f2

7. a6 f1D 

8. a7 matt

## Schachspieler
In seiner Jugend spielte er Turniere in Deutschland und Polen. Auch in Guatemala gewann er zahlreiche Schachturniere. Den Landesmeistertitel konnte er aber nie erringen.

## Privat
Hans war der Sohn von Sigmund Cohn und Rosa geb. Silber. Von seiner Jugend ist sehr wenig bekannt.
1929 entschied er sich zur Auswanderung, um der Judenverfolgung in Deutschland zu entgehen. Seine Schiffsreise endete im Hafen von Puerto Barrios in Guatemala. Er arbeitete zunächst als Sprachlehrer für Deutsch, Englisch und Jiddisch. Seine polnische Frau, Elizabeth Pollag, fand Arbeit als Köchin in der britischen Botschaft. Später war er als Sportredakteur tätig.
Seine Absicht, in die Vereinigten Staaten überzusiedeln, gab er auf und ließ sich 1930 in Guatemala nieder.

## Werke
Hans Cohn publizierte vier Schachbücher (in Spanisch):
- 64 lances humorísticos de ajedrez (1938)
- Maestros latino-americanos y finales artisticos (1940, Lateinamerikanische Schachmeister und Endspielstudien)
- De la Aperturas al Finales
- Ajedrez en Guatemala (1947, Schach in Guatemala)